# Де це бачено, де це чувано
«Де це бачено, де це чувано» (рос. «Где это видано, где это слыхано») — російський радянський короткометражний художній телевізійний фільм режисера Валентина Горлова знятий на кіностудії «Ленфільм» в 1973 році за мотивами «Денискиних оповідань» Віктора Драгунського.

## Зміст
Школярі Мишко і Дениско отримали відповідальне завдання. Їм доручили виступити з сатиричними мініатюрами на шкільному вечорі. Хлопці готувалися. Але, тим не менше, їхній виступ був невдалим. Хоча приводів для сміху оточуючим вистачило з надлишком.

## Ролі
- Сергій Крупеніков — Денис Корабльов
- Олексій Сироткін — Миша Слонов
- Володимир Петров — Борис Сергійович, вчитель музики
- Маргарита Сергеєчева — Лена Ілютіна
- Оля Богданова — Аніканова
- Ілля Стулов — "шпигун Гадюкін"
- Саша Ведерников — Гуселіков
- Марина Немкова — учениця
- Антоніна Павличева — технічка
- Вадик Плісов — Андрій Шестаков, шкільний поет
- Наташа Веселова — учениця
- Лариса Шилова — учениця
- Борис Барський — Гліб, піонервожатий

## Знімальна група
- Автор сценарію: Марія Зверєва
- Режисер-постановник: Валентин Горлов
- Оператор: Ростислав Давидов
- Композитор: Ісаак Шварц
- Художник-постановник: Лариса Шилова
- Режисер: Н. Русанова
- Оператори:
  - В. Сидорин
  - А. Таборов
- Звукооператор: К. Лашков
- Монтаж: Е. Садовська
- Редактор: Ю. Холін
- Директор картини: Володимир Беспрозванний

## Нагороди та призи
- Приз ЦК ВЛКСМ за найкращий фільм
- Приз за найкращу кінокомедію на X Вгіковському фестивалі короткометражних фільмів (1974)